# Pierrot Lunaire
Dreimal sieben Gedichte aus Albert Girauds „Pierrot lunaire“ (Tre gånger sju dikter ur Albert Girauds ”Pierrot lunaire”), vanligen kallad Pierrot Lunaire ("Pierrot i månsken") op. 21, är en melodram av Arnold Schönberg. Det är en tonsättning av 21 utvalda dikter ur Otto Erich Hartlebens översättning av Girauds franska diktcykel med samma namn. Uruppförandet av det ca 40 minuter långa verket ägde rum i Berlins Choralion-Saal den 16 oktober 1912 med Albertine Zehme som solist.
Berättaren (röstläget är inte specificerat i partituret) görs oftast av en sopran som använder så kallad sprechgesang. Schönberg hade tidigare använt denna typ av talad text till instrumentalt ackompanjemang, kallat melodram i sina Gurre-Lieder, och det var en genre på modet i slutet av 1800-talet. Verket är atonalt, men Schönberg använder här inte den tolvtonsteknik som han kom att skapa åtta år senare. 

## Struktur
"Pierrot Lunaire" består av tre grupper om sju dikter. I den första sjunger Pierrot om kärlek, sex och religion, i den andra om våld, brott och hädelse och i den tredje om sin återkomst hem till Bergamo där hans förflutna plågar honom.
1. Mondestrunken
2. Colombine
3. Der Dandy
4. Eine blasse Wäscherin
5. Valse de Chopin
6. Madonna
7. Der kranke Mond
8. Nacht (Passacaglia)
9. Gebet an Pierrot
10. Raub
11. Rote Messe
12. Galgenlied
13. Enthauptung
14. Die Kreuze
15. Heimweh
16. Gemeinheit!
17. Parodie
18. Der Mondfleck
19. Serenade
20. Heimfahrt (Barcarole)
21. O Alter Duft